# Sello (mecánica)

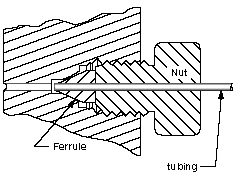
Ejemplo de un sello de compresón.

Un sello mecánico es un dispositivo que permite unir sistemas o mecanismos, evitando la fuga de fluidos, conteniendo la presión, o no permitiendo el ingreso de contaminación. 
Tipos de sellos;
- Sellado por inducción o sello de tapa
- Adhesivo sellador
- Sello Bodok, arandela de sello especial para gas utilizada en aplicaciones médicas.
- Sello Bridgman, Mecanismo de sellado mediante un pistón que crea una cámara de alta presión a partir de una fuente a menor presión.
- Tapón
- Coating
- Sistema de sellado por compresión
- Sello diafragma
- Sellos ferrofluídico
- Sello de brida
- Junta de estanqueidad
- Sello vidrio-metal
- Acoplamiento de manguera, varios tipos de acoplamientos de mangueras
- Sello hermético
- Sello hidroestático
- Sello hidrodinámico
- Sello laberíntico Sello que posee un camino tortuoso para aumentar la resistencia del fluido que lo quiere atravesar
- Tapa (recipiente)
- Rotating face mechanical seal
- Face seal
- O-ring
- O-ring boss seal
- Segmento
- Tapón
- Radial shaft seal
- Sifón (plomería)
- Stuffing box, Gland (engineering) (mechanical packing)
- Sello escobilla
- Dry gas seal
- Sello Exitex